# Комплект за оцеляване
Комплектът за оцеляване (НАЗ- носим авариен запас, syrvival kit, англ.), наричан също 72-часов комплект, съдържа най-необходими средства за оцяляване в бедствени ситуации. Произлиза от армейските, флотски или космонавстки комплекти които включват оръжие+патрони, консерви, лекарства/превръзки, голям нож/мачете, сигнални средства (сигнални ракети, флуоресцентни тръбички, радио, димни сигнали, огледало), плащ палатка и/или малка надуваема лодка. 
Представлява торба (чанта, сак), в която се съхраняват средства, необходими на човек да оцелее при бедствие, катастрофа, авария или друга извънредна ситуация. Името „72-часов комплект“ идва от необходимото най-често време на спасителните служби при големи бедствия, за да окажат помощ. Той съдържа всички необходими материали за оцеляване. Идеята е тези необходими неща да са разположени на лесно достъпно място.

Основното съдържание трябва да включва:
- хранителни запаси
- водни запаси
- медицински комплект
- документи и пари
- оръжие за самозащита
- подслон (палатка)
- наръчник при бедствия и аварии

Какво съветват организации по света за съдържанието на 72-часовия комплект:
- NSW SES (Австралия)
- Служба „Национална сигурност“ (САЩ)
- FEMA (САЩ)
- Американски червен кръст

1. ↑  lik-o-dil-es.blogspot.com